# أحمد بن أسد
أحمد بن أسد (توفي 865م) حاكم ساماني لفرغانة (819-864م) وسمرقند (851 -864م). وهو ابن أسد بن سامان.
في عام 819، ولاه والي خراسان - غسان بن عباد في زمن الخليفة المأمون - على مدينة فرغانة، كمكافأة لدعمه ضد رافع بن الليث. بعد وفاة شقيقه نوح الذي حكم سمرقند، تولى أحمد وشقيقه يحيى ولاية سمرقند من قبل عبد الله والي خراسان. كان أحمد الحاكم الفعلي حتى وفاة أخيه يحيى عام 855م، ثم خلفه أحمد على المدينة. بحلول عام 864 أو 865، كان حاكماً لمعظم بلاد ما وراء النهر وبخارى وخوارزم. بعد وفاته، خلفه على سمرقند ابنه نصر الأول، بينما ذهب حكم طشقند إلى ابنه الآخر يعقوب.